# 毛巾日
毛巾日（英語：Towel Day）是每年的5月25日，乃是粉絲为了纪念於2001年5月11日去世的英国作家道格拉斯·亚当斯（Douglas Adams），在這一天，全世界的書迷粉絲皆會隨身攜帶著一條毛巾。
道格拉斯‧亞當斯以《银河系漫游指南》（The Hitchhiker's Guide to the Galaxy）系列作品扬名四海。毛巾的典故来源于亚当斯说：任何一个生活井然有序的人都知道他的毛巾在哪儿。并在《银河系漫游指南》裡，主人公逃离地球时随身带着自己的毛巾。

## 相關作品
星際大奇航（The Hitchhiker's Guide to the Galaxy，2005）改編自道格拉斯·亚当斯同名小說《The Hitchhiker's Guide to the Galaxy》（台湾譯作《銀河便車指南》；中國大陸譯作《銀河系漫遊指南》）系列作中第一本著作。